# Rubén Héctor Di Monte
Rubén Hectór Di Monte (Luján, 12 de abril de 1932 - 18 de abril de 2016) fue un prelado católico argentino que ocupaba el cargo de arzobispo Emérito de Mercedes-Luján. Fue ordenado sacerdote el 5 de diciembre de 1954.

## Obispo
Fue elegido obispo titular de Giomnio y auxiliar de Avellaneda el 13 de junio de 1980, por San Juan Pablo II; ordenado obispo en la basílica de Luján, el 16 de agosto de 1980 por Mons. Antonio Quarracino, obispo de Avellaneda (co-consagrantes Mons. Luis Juan Tomé, obispo de Mercedes y por Mons. Luis Eduardo Henríquez Jiménez, arzobispo de Valencia, Venezuela); trasladado como obispo diocesano de Avellaneda el 24 de marzo de 1986; tomó posesión de esta sede el 1 de mayo de 1986; promovido a Arquidiócesis de Mercedes - Luján el 7 de marzo de 2000; tomó posesión e inició su ministerio pastoral como segundo arzobispo el 26 de abril de 2000.  Renunció por edad el 27 de diciembre de 2007.